# Košarkaški klub Ulcinj
Il K.K. Ulcinj è una società cestistica avente sede nella città di Dulcigno, in Montenegro. Fondata nel 1976, disputa il campionato montenegrino e la Lega Balcanica.